# Grown-ish
Grown-ish je americký televizní sitcom, který od 3. ledna 2018 vysílá stanice Freeform. Je spin-offem seriálu stanice ABC Black-ish. Komedie sleduje nejstarší dceru rodiny Johnsonsových Zoey (Yara Shahidi), která nastoupila do prvního ročníku vysoké školy a začíná nové dobrodružství zvané dospělost. Další hlavní role hrají Deon Cole, Trevor Jackson, Francia Raisa, Emily Arlook, Jordan Buhat, Chloe Halle, Luka Sabbat a Chris Parnell.
Stanice Freeform oficiálně objednala třináct dílů spin-offu v květnu roku 2017 a pilotní díl byl odvysílán dne 3. ledna 2018. Dne 18. ledna 2018 stanice objednala druhou řadu, která je složena ze 20 dílů. Měla premiéru 2. ledna 2019. Dne 5. února 2019 byla stanicí Freeform objednána třetí řada.

## Obsazení

### Hlavní role
- Yara Shahidi jako Zoey Johnson
- Deon Cole jako Charlie Telphy
- Trevor Jackson jako Aaron Jackson
- Francia Raisa jako Analisa "Ana" Patricia Torres
- Emily Arlook jako Nomi Segal
- Jordan Buhat jako Vivek Shah
- Chloe Bailey jako Jazlyn Forster
- Halle Bailey jako Skylar Forster
- Luka Sabbat jako Luca Hall
- Chris Parnell jako děkan Burt Parker (1. řada)
- Diggy Simmons jako Doug, Jazlyn přítel (2. řada)

### Vedlejší role
- Da'Vinchi jako Cash Mooney, bývalý přítel Zoey, rozešli se kvůli jeho odchodu do NBA
- Katherine Moennig jako profesorka Paige Hawson

### Hostující role
- Anthony Anderson jako Andre "Dre" Johnson Sr., Zoey otec
- Tracee Ellis Ross jako Dr. Rainbow "Bow" Johnson, Zoey matka

## Vysílání
| Řada | Díly | Premiéra v USA    | Premiéra v USA  |
| Řada | Díly | První díl         | Poslední díl    |
| ---- | ---- | ----------------- | --------------- |
| 1    | 13   | 3. ledna 2018     | 28. března 2018 |
| 2    | 21   | 2. ledna 2019     | 7. srpna 2019   |
| 3    | 17   | 16. ledna 2020    | 18. března 2021 |
| 4    | 18   | 8. července 2021  | 24. března 2022 |
| 5    | 18   | 20. července 2022 | 15. března 2023 |
| 6    | 18   | 28. června 2023   | 22. května 2024 |

## Přijetí

### Kritika
Na recenzní stránce Rotten Tomatoes získal z 22 započtených recenzí 91 procent s průměrným ratingem 7,2 bodů z deseti. Na serveru Metacritic snímek získal z 15 recenzí 71 bodů ze sta. 

### Ocenění a nominace
| Rok  | Ocenění               | Kategorie                                   | Nominovaní    | Výsledek |
| ---- | --------------------- | ------------------------------------------- | ------------- | -------- |
| 2018 | MTV Movie & TV Awards | nejlepší seriál                             | Grown-ish     | nominace |
| 2018 | Black Reel Awards     | nejlepší komediálí seriál                   | Grown-ish     | nominace |
| 2018 | Black Reel Awards     | nejlepší herečka v komediálním seriálu      | Yara Shahidi  | nominace |
| 2018 | Teen Choice Awards    | nejlepší herečka v komediálním seriálu      | Yara Shahidi  | nominace |
| 2018 | Teen Choice Awards    | televizní objev roku                        | Luka Sabbat   | nominace |
| 2018 | Imagen Awards         | nejlepší herečka ve vedlejší roli: televize | Francia Raisa | nominace |